# Conversa com Bial
Conversa com Bial é um talk show produzido pela TV Globo e exibido desde 2 de maio de 2017, apresentado por Pedro Bial e com exibição nas madrugadas de segunda a sexta-feira, após o Jornal da Globo. Devido as recorrentes reclamações quanto ao horário de exibição, desde 2024 a atração é exibida em primeira janela no canal GNT, na faixa das 23h30.
Seguindo o conceito de "um programa pra quem gosta de conversa", o programa reúne convidados e plateia em torno de assuntos que possam ser relevantes ao espectador independentemente da forma como serão apresentados.

## História
Após 15 anos apresentando o Big Brother Brasil, assumido por Tiago Leifert, Pedro Bial seguia a um novo projeto para cobrir o espaço deixado pelo extinto Programa do Jô nas madrugadas da TV Globo, até então exibindo uma edição especial de A Grande Família. Após o término do antigo talk show Programa com Bial no GNT, que ocupava o lugar do extinto Marília Gabriela Entrevista, o mesmo foi reprisado até 2016.
A estreia do programa contou com a presença da ministra Cármen Lúcia, presidente do Supremo Tribunal Federal e como comentaristas a atriz Fernanda Torres e o economista José Márcio Camargo.
Com a eclosão da pandemia de COVID-19 no Brasil em 2020, a Globo foi forçada a alterar a rotina de trabalho de suas produções para proteger seus funcionários de um contágio, e o Conversa com Bial foi um dos programas afetados. A dinâmica da atração foi alterada a partir da quarta temporada, que estreou em 18 de maio, deixando ser feita nos estúdios da emissora e passando para a casa do apresentador Pedro Bial, que passou a entrevistar seus convidados através de videoconferência, com uma abordagem mais intimista.
O esquema continuou o mesmo na temporada seguinte, sendo uma exceção apenas a entrevista com Marisa Monte exibida em 12 de agosto de 2021, quando Bial foi até a casa da cantora. A alteração beneficiou os índices de audiência do programa, que desde a estreia sofria sucessivas derrotas para o The Noite com Danilo Gentili, exibido pelo SBT, e após avaliação feita pela direção da emissora ao fim da quinta temporada, ficou decidido que o Conversa com Bial iria manter o formato mesmo após o fim da pandemia e a retomada dos trabalhos presenciais de outras atrações. Após 3 anos fora dos estúdios por causa da Pandemia de COVID-19, a partir da temporada de 2023, o programa retorna ao antigo formato. Mas em caso de necessidade, algumas entrevistas serão feitas de maneira remota e até em outros ambientes.
Buscando aumentar os índices de audiência do canal por assinatura GNT, que vinha sofrendo quedas sistemáticas em seus números por conta do desgaste dos inúmeros programas de culinária e viagens, e em resposta ao longo histórico de reclamações quanto aos horários tardios de exibição na TV aberta, a Globo decidiu transferir a exibição em primeira janela, a partir da temporada 2024, para a faixa das 23h30 do canal por assinatura, enquanto na TV aberta o programa segue sendo exibido na mesma faixa horária sucedendo o Jornal da Globo.

### Audiências
Entrevista com o padre o Fábio de Melo em 16 de maio de 2017 fez o programa bater o recorde de audiência ao registrar 8,2 pontos de média.
Em 6 de setembro de 2018, o programa alcançou a sua maior audiência da história em entrevista com a apresentadora Maisa Silva, do SBT, e registrou 8,9 pontos de média.
No dia 20 de dezembro de 2019, entrevista com a banda Skank, anunciando sua despedida, alcançou audiência superior a 8 pontos no Rio de Janeiro. Em 16 de abril de 2021, entrevista com Fátima Bernardes marcou 8 pontos de audiência, patamar que não ocorria em São Paulo desde a entrevista com a Maisa Silva, e no Rio de Janeiro desde a entrevista com o Skank.  O patamar de oito pontos de audiência voltaria a ser alcançado em 11 de outubro de 2021 com Delfim Netto e José Olympio Pereira como convidados e em 8 de agosto de 2022 com uma homenagem a Jo Soares.
Entrevista em seis de setembro de 2024 com Yuval Harari rendeu a audiência mais baixa desde que o programa estreou em 2017, apenas 2,9 pontos na Grande São Paulo.

## Produção
A produção do programa começou no final do primeiro semestre de 2016, mas foi paralisada após Pedro Bial ser submetido a uma cirurgia cardíaca e foi retomada em novembro do mesmo ano.
Em abril de 2017, a TV Globo foi acusada de plágio pelo logotipo e nome usado em coincidência com o programa Conversa com Roseann Kennedy, da TV Brasil. A Globo disse que foi "apenas uma grande coincidência".
A gravação do programa é feita na sede da TV Globo São Paulo. Em abril de 2018, passa a ser exibido na GloboNews apenas as reprises de dois programas no sábado e no domingo

## Denúncia contra João de Deus
No programa de 7 de dezembro de 2018, foi apresentada uma edição exclusiva contendo graves acusações contra o médium João de Deus, trazidas e apuradas por uma das roteiristas do programa Camila Appel. No programa, Bial entrevista a coreógrafa Zahira Lieneke Mous, que foi a única que decidiu mostrar o rosto. Ao lado dela, estava a norte-americana Amy Biank, guia turística do centro de João de Deus em Abadiânia. Amy costumava levar grupos estrangeiros para lá e testemunhou um abuso. Sem mostrar o rosto, acolheram o depoimento de mais três vítimas  e um casal. Até hoje, permanecem anônimos. Ao todo, Camila Appel tinha 10 mulheres em sua apuração, que contavam histórias semelhantes ao longo de 40 anos.  Após as denúncias, vários programas da Globo como o Fantástico, além de telejornais de outras emissoras exibiram as acusações, colhendo informações das vítimas. O Ministério Público e polícia receberam mais de 500 denúncias contra João de Deus. Uma semana depois, no dia 14 de dezembro, a justiça de Goiás apresentou o pedido de prisão contra o médium. Ele se entregou à polícia em 16 de dezembro de 2018. A investigação jornalística que levou ao programa do Conversa com Bial foi contada na série Em Nome de Deus, uma série de cinco episódios disponível no Globoplay, criada pela equipe do Conversa com Bial. Tem direção de Mônica Almeida, Gian Bellotti e Ricardo Calil e roteiro de Camila Appel e Ricardo Calil. Camila Appel e Pedro Bial receberam o segundo lugar do prêmio Javier Valdez de jornalismo investigativo latino-americano, em 2019.  

## Prêmios e indicações
| Ano  | Prêmio                | Categoria                    | Resultado     | Ref.   |
| ---- | --------------------- | ---------------------------- | ------------- | ------ |
| 2018 | Troféu APCA           | Melhor Programa              | Indicado      | [ 33 ] |
| 2018 | Prêmio Estúdios Globo | Melhor Pauta de Variedades   | Venceu        | [ 34 ] |
| 2018 | Prêmio Javier Valdez  | Denúncia contra João de Deus | Segundo Lugar | [ 32 ] |